# Vado al massimo/Ogni volta
Vado al massimo/Ogni volta è un singolo del cantautore italiano Vasco Rossi, pubblicato il 2 febbraio 1982 da Ed. Star/Targa come primi estratti dall'album Vado al massimo.

## Il disco
Vado al massimo è una canzone scritta da Vasco e da lui presentata al Festival di Sanremo 1982, arrivata in finale ma classificata al quarto posto a pari merito di tutte quelle non entrate sul podio, come imponeva il regolamento di quell'edizione. Per molto tempo venne fatto passare il messaggio che fosse arrivata ultima, ma che in realtà si è poi tramutata in una leggenda metropolitana. Nel testo viene fatto un riferimento al giornalista veneziano Nantas Salvalaggio ("meglio rischiare che diventare come quel tale che scrive sul giornale"), che aveva in precedenza criticato l'artista. Dopo l'esecuzione all'Ariston tale brano non venne più proposto in concerto per il volere dello stesso Rossi.
Ogni volta, l'altro brano del singolo, è anch'esso scritto dallo stesso Vasco. La canzone fu scritta di getto una mattina dal cantante, convinto di aver scritto un capolavoro ma che nessuno avrebbe mai capito. Il giro di accordi del brano assomiglia al ritornello di Insieme di Mina. Il brano è stata l'ultima canzone ascoltata da Giancarlo Siani il 23 settembre 1985, poco prima di essere ammazzato sotto casa dalla camorra.
Nel 2002 viene incisa in una nuova versione e inserita nell'album Tracks. Nel 2005 Laura Pausini ne fa un accenno durante il World Tour 2005. Nel 2014 viene inserita nella colonna sonora della serie televisiva Braccialetti rossi.

## Tracce
Testi e musiche di Vasco Rossi.
Lato 1
1. Vado al massimo - 4:10

Lato 2
1. Ogni volta - 4:14